# Paul Brutsche
Paul Brutsche (Basilea, 1943) es un psicoterapeuta junguiano, analista didacta y conferenciante.

## Biografía
Paul Brutsche, Ph.D., nació en Basilea, Suiza. Estudió filosofía y teología en Friburgo, París e Innsbruck, psicología en la Universidad de Zúrich, con un doctorado en filosofía en 1975, y se diplomó el mismo año en psicología analítica en el C.G. Jung-Institut Zürich, donde, al principio de su carrera, fue director de los archivos de imágenes así como de exámenes. Es miembro del Internationales Seminar für Analytische Psychologie Zürich (ISAP Zúrich) (Instituto internacional de psicología analítica).
Posteriormente fue presidente de la Sociedad suiza de psicología analítica, del propio C.G. Jung-Institut Zürich, y más recientemente, del ISAP Zurich.
Imparte y publica diversos seminarios, cursos y artículos, dentro y fuera de Suiza, especialmente sobre interpretación de imágenes, simbolismos en el arte y cuestiones relativas a la creatividad. Muchos de sus artículos se han publicado en revistas junguianas. Ejerce desde 1975 como terapeuta junguiano en Zúrich y es profesor y supervisor en el ISAP Zurich.
Participó en la representación teatral de The Jung & White letters, desempeñando el papel de C. G. Jung.

## Obra en castellano
- La dimensión simbólica. Antologías junguianas. Fata Morgana. 2021.
- Creatividad. Patrones de imaginación creativa vistos a través del arte. Fata Morgana. 2020. ISBN 978-607-7709-11-4.

- Datos: Q6067124